# Facciamo ordine con Marie Kondo
Facciamo ordine con Marie Kondo (Tidying Up with Marie Kondo) è un reality prodotto per Netflix, dove è stato pubblicato il 1º gennaio 2019. Il programma segue Marie Kondō, una consulente giapponese di economia domestica e creatrice del metodo KonMari, mentre visita diverse famiglie per aiutarle a organizzare e sistemare le loro case. Marie Iida funge da interprete di Kondō.
Il programma ha avuto un impatto culturale significativo negli Stati Uniti e nel Regno Unito, dove ha aumentato le donazioni ai negozi di beneficenza.
Nell'agosto 2021 è stato distribuito il seguito Scintille di gioia (Sparking Up with Marie Kondo).

## Episodi
In ogni episodio, Kondō visita una diversa famiglia americana che ha bisogno di organizzare e fare ordine nella propria casa. Ogni famiglia ha storie e necessità diverse, che lo show affronta sia con l'aiuto pratico di Kondō, che con spunti teorici su come applicare il metodo KonMari.
| nº | Titolo originale                       | Titolo italiano                     | Pubblicazione   |
| -- | -------------------------------------- | ----------------------------------- | --------------- |
| 1  | Tidying with Toddlers                  | Riordinare con i bambini            | 1º gennaio 2019 |
| 2  | Empty Nesters                          | Il nido è vuoto                     | 1º gennaio 2019 |
| 3  | The Downsizers                         | Meno è meglio                       | 1º gennaio 2019 |
| 4  | Sparking Joy after a Loss              | Scintille di gioia dopo un lutto    | 1º gennaio 2019 |
| 5  | From Students to Improvements          | Da studenti a professionisti        | 1º gennaio 2019 |
| 6  | Breaking Free from a Mountain of Stuff | Liberarsi di una montagna di cose   | 1º gennaio 2019 |
| 7  | Making Room for Baby                   | Un po' di spazio per il bebè        | 1º gennaio 2019 |
| 8  | When Two (Messes) Become One           | Quando due (disordini) s'incontrano | 1º gennaio 2019 |

## MetodoKonMari
Il metodo di Kondō per eliminare il disordine si chiama KonMari. Il processo che lei spiega nella serie consiste nel fare una revisione completa della casa, affrontando una sezione alla volta:
1. Vestiti
2. Libri
3. Carta
4. Oggetti misti
5. Ricordi

Una volta radunati tutti gli oggetti, Kondō invita i partecipanti a esaminarli uno a uno e a tenere solo quelli che «scatenano gioia».
Sebbene il suo approccio sia efficace per organizzare gli spazi, Kondō ha scoperto che il suo metodo è «molto più psicologico che pratico». Questo punto di vista è supportato da ricerche che dimostrano come gli ambienti ordinati abbiano effetti positivi sulla psicologia umana, migliorando la chiarezza mentale, la fiducia e le capacità.
Inoltre, studi suggeriscono che un ambiente disordinato può influire negativamente su molti aspetti della salute, come l’umore, lo stress, la memoria e la capacità di interpretare le espressioni facciali degli altri. Quando lo spazio personale è organizzato, le persone riescono a dormire meglio, concentrarsi di più e sentirsi più soddisfatte della propria vita.
Gli effetti positivi del programma sulla salute mentale dei partecipanti sono visibili non solo nello show, ma anche nelle testimonianze di coloro che hanno partecipato.

## Accoglienza
Le recensioni della serie sono state generalmente positive.
Su Rotten Tomatoes la serie ha ottenuto un punteggio positivo dell'81%, mentre su Metacritic ha ricevuto un punteggio di 65 su 100 basato su 9 recensioni.
Sarah Archer di The Atlantic ha scritto che lo show riguarda «l'empatia verso gli oggetti che ci circondano», sottolineando che la chiave del successo di Kondō è proprio la sua empatia. Nicole Clark di Vice ha osservato che il programma ha messo in luce, in modo involontario, le diverse aspettative di genere riguardo alla gestione e all'organizzazione della casa.
Jack Seale di The Guardian è stato meno entusiasta, notando che lo show è fondamentalmente «una serie in cui una donna dice alla gente di mettere in ordine». Ha anche aggiunto che la differenza tra prima e dopo non è particolarmente emozionante, visto che alla fine la casa è solo più ordinata.
Altri, come Kristin van Ogtrop di Time, hanno commentato il metodo «completamente folle» di Kondō, suggerendo che, sebbene alcuni oggetti necessari debbano essere comunque conservati, il tentativo di concentrarsi su ciò che ci porta gioia è comunque un esercizio utile.

## Effetto sulle donazioni
Subito dopo l’uscita del programma, molti negozi di beneficenza hanno visto un aumento significativo delle donazioni. A Washington, le donazioni ai negozi Goodwill sono aumentate del 66% durante la prima settimana di gennaio, un fenomeno attribuito all’effetto dello show che ha spinto le persone a liberarsi degli oggetti superflui. Anche Beacon's Closet a New York ha registrato un incremento simile.
A Sydney, l’organizzazione St. Vincent de Paul ha visto un aumento del 38% delle donazioni nelle prime tre settimane dopo la messa in onda. A livello nazionale, Goodwill ha riportato un incremento delle donazioni dal 10% al 20% nell'anno, attribuendo almeno in parte questo aumento al programma.

## Riconoscimenti
- 2019 – Primetime Emmy Awards[9]
  - Candidatura per il miglior reality strutturato
  - Candidatura per il miglior conduttore di un reality strutturato
- 2019 – Television Critics Association Awards[10]
  - Candidatura per il miglior reality